# San Juan Bautista Atatlahuca
San Juan Bautista Atatlahuca là một đô thị thuộc bang Oaxaca, México. Năm 2005, dân số của đô thị này là 1384 người.